# Girabäckens naturreservat
Girabäckens naturreservat är ett naturreservat i Östra Vätterbranterna i Jönköpings kommun. Det utgör ett tio hektar stort område i Girabäckens ravin, nära byn Uppgränna, fem kilometer norr om Gränna.
Naturreservatet inrättades 1998 för att gynna artmångfalden i bäckravinens lövängar. Berggrunden i bäckravinen består huvudsakligen av sandsten i den sedimentära Visingsöformationen, som bildades för 700–800 miljoner år sedan. Den ligger i tre lager. Underst finns en gulaktig sandsten, i mitten färgade sand- och mostenar och överst lerskiffer. Alla tre lagren finns synliga i naturreservatet.
Mellan 1890-talet och 1910 bröts i Girabäckens ravin sandsten av Gränna Sandsten AB för att användas som fasad- och skulptursten. Då fanns ett industrispår med hästdragna vagnar i ravinen och en utlastningsplats vid bäckens mynning i Vättern. Under 1930- och 1940-talen bröts där sandsten för lokalt bruk i länet.
I naturreservatet finns en frodig lövskog med alm, ask, lind, fågelbär, klibbal, ek, skogstry och hassel. I markfloran ingår ramslök, skogsbingel, storrams, trolldruva och skogsstarr. Av fåglar finns bland annat mindre flugsnappare, mindre hackspett, skogsduva och rosenfink. Av landsnäckor finns barksnäcka och bukspolsnäcka.